# Gérard Swertvaeger
Gérard Swertvaeger (* 24. Juli 1942 in Thuit-Hébert) ist ein ehemaliger französischer Radrennfahrer.

## Sportliche Laufbahn
Swertvaeger war im Straßenradsport aktiv. Er begann mit dem Radsport im Verein VC Rouen. 1964 siegte er im Eintagesrennen Paris–Tours espoirs, der Amateurausgabe von Paris–Tours. Bei den Straßenradsport-Weltmeisterschaften 1965 holte er gemeinsam mit André Desvages, Henri Heintz und Claude Lechatellier die Bronzemedaille im Mannschaftszeitfahren. 1966 wurde Frankreich mit Gérard Swertvaeger, Bernard Guyot, Robert Hiltenbrand und Jean-Pierre Danguillaume Vierter der UCI-Straßen-Weltmeisterschaften im Mannschaftszeitfahren. Fünfmal gewann er den Circuit du Roumois. 1965 bestritt er die Internationale Friedensfahrt und wurde 22. der Gesamtwertung. Swertvaeger blieb während seiner gesamten Laufbahn Amateur und war als Postbeamter tätig.